# Piabuna brevispina
Piabuna brevispina là một loài nhện trong họ Phrurolithidae.
Loài này thuộc chi Piabuna. Piabuna brevispina được Ralph Vary Chamberlin & Wilton Ivie miêu tả năm 1935.